# Pinery Station
Pinery Station est un ancien relais de diligence du comté de Culberson, dans l'ouest du Texas, aux États-Unis. Situé au sein du parc national des Guadalupe Mountains, il est lui-même inscrit au Registre national des lieux historiques depuis le 9 octobre 1974 et il constitue par ailleurs une propriété contributrice au district historique dit Butterfield Overland Mail Corridor depuis le 27 août 2014. On peut l'atteindre par le sentier de randonnée appelé Pinery Trail depuis le principal office de tourisme du parc.